# Pálinkás Csaba (kerékpárversenyző)
Pálinkás Csaba (Szekszárd, 1959. június 2. – Szekszárd, 2004. október 11.) magyar kerékpárversenyző. 1977-ben az év kerékpárversenyzője Magyarországon.

## Pályafutása
Pálinkás Pál és Jászai Erzsébet gyermekeként született. 1973 és 1980 között a Szekszárdi Szövetkezeti Spartacus, 1984-ben a Pécsi MSC, 1985-ben a Videoton kerékpárversenyzője volt. Nevelőedzője Schneider Konrád. Pécsett Hirt István, Székesfehérvárott Batári István volt az edzője. 1976 és 1980 között a válogatott keret tagja volt. Részt az 1980-as moszkvai olimpián, ahol 4000 méteres üldöző csapat versenyszámban helyezetlenül végzett.

## Sikerei, díjai
- Az év kerékpárversenyzője: 1977

Pályakerékpár
- ifjúsági világbajnokság
  - állórajtos (1000 m)
    - 5.: 1977
- Magyar bajnokság
  - állórajtos (1000 m)
    - 2.: 1976, 1980

  - repülő
    - 2.: 1977, 1985
- Budapest Grand-Prix
  - állórajtos (1000 m)
    - bajnok: 1976, 1978

  - pontverseny
    - bajnok: 1976

Országúti kerékpár
- Magyar bajnokság
  - páros
    - 2. 1977

## Csúcsai
- 500 m repülőrajtos
  - 1976, 30.20
- 1000 m állórajtos
  - 1978, 1:08.80 (fedett pályán)
  - 1977, 1:08.48